# Diana Princess of Wales Memorial Award
O Diana, Princess of Wales Memorial Award (for Inspirational Young People) foi estabelecido em 1999, pelo então ministro Gordon Brown, que acreditava que o prêmio refletiria o interesse pessoal de Diana, Princesa de Gales (1961-1997) em ajudar e apoiar pessoas jovens. 